# San Juan Tepanzacoalco
San Juan Tepanzacoalco är en ort i Mexiko.   Den ligger i kommunen San Pedro Yaneri och delstaten Oaxaca, i den sydöstra delen av landet, 400 km sydost om huvudstaden Mexico City. San Juan Tepanzacoalco ligger 1 339 meter över havet och antalet invånare är 422.
Terrängen runt San Juan Tepanzacoalco är huvudsakligen mycket bergig. San Juan Tepanzacoalco ligger nere i en dal. Runt San Juan Tepanzacoalco är det glesbefolkat, med 15 invånare per kvadratkilometer. Närmaste större samhälle är San Juan Atepec, 17,2 km väster om San Juan Tepanzacoalco. I omgivningarna runt San Juan Tepanzacoalco växer i huvudsak städsegrön lövskog.